# Petar Trifunović
Petar Trifunović (Dubrovnik, 31 de agosto de 1910 - Belgrado, 8 de diciembre de 1980) fue un gran maestro internacional de ajedrez, cinco veces campeón de Yugoslavia.

## Carrera
Trifunović fue campeón de Yugoslavia en 1945, 1946, 1947 (con Gligorić), 1952 y 1961. Recibió su título de gran maestro internacional en 1953. En 1948 terminó décimo en el interzonal de Saltsjöbaden. En torneos internacionales finalizó segundo en Praga 1946, segundo en Cheltenham 1951, tercero en Belgrado 1954, primero en Beverwijk 1962, tercero en Sarajevo 1962. Jugó en siete olimpiadas de 1935 a 1962, logrando medalla de oro en el tercer tablero en 1950. Empató un match con Miguel Najdorf en 1949.

## Estilo de juego
Pasaba por ser el campeón de las tablas, pero por lo mismo un jugador de ajedrez muy difícil de batir. Su espíritu pacífico le impidió llegar a más altas cotas en el ajedrez. Trifunović jugaba decenas de torneos sin perder una partida. Fue un perfeccionista, amante de la lógica profunda del ajedrez. Era incapaz de especular y despreciaba los recursos engañosos, cuyo único mérito para ganar es la equivocación del rival. Buscaba la jugada precisa según los cánones del juego posicional, hasta la perfección. La categoría del rival que tenía enfrente le daba igual. Si la valoración de la posición le decía que debía ser tablas, las aceptaba. Era incapaz de especular con que si seguía jugando el rival terminaría equivocándose. 
Sus partidas resultan claras y llenas de ideas apasionantes. Sabía muy bien atacar y combinar cuando la posición lo exigía. 
Fue uno de los jugadores más profundos de todos los tiempos.